# 技术决定论
技术决定论是技术社会学中的思想流派。技术决定论围绕两个主要思路构建：社会没有影响技术，技术需要其自身演变和科学进步；技术影响社会。技术决定论现在收到科学社会学进步的挑战。這套理論，一般被認為是還原論的思想之一，也是馬克思主義的思想之一。